# Xã Luzerne, Quận Fayette, Pennsylvania
Xã Luzerne (tiếng Anh: Luzerne Township) là một xã thuộc quận Fayette, tiểu bang Pennsylvania, Hoa Kỳ. Năm 2010, dân số của xã này là 5.965 người.